# Sentrum (Oslo)
Sentrum – centrum miasta Oslo znajdujące się w jego południowo-wschodniej części, blisko zatoki Oslofjorden.

## Dzielnice (strøk)
- Vika (Oslo)
- Kvadraturen (Oslo)
- Tereny leżące na północ od Karl Johans gate (ulicy Karola Jana)
- Bjørvika (zachodnia połowa)
- Vaterland (Oslo)